# Das Haus – House of Leaves
Das Haus – House of Leaves (Originaltitel: House of Leaves) ist der erste Roman des US-amerikanischen Schriftstellers Mark Z. Danielewski. Das Buch erschien erstmals am 7. März 2000, nachdem es zuvor im Internet veröffentlicht war; die deutsche Übersetzung von Christa Schuenke kam im August 2007 im Verlag Klett-Cotta heraus. Vordergründig ist der Roman eine Horrorgeschichte mit einem endlosen Labyrinth in seinem Herzen, tatsächlich aber ein vielschichtiger, nichtlinearer postmoderner Roman, in dem sich mehrere Bedeutungsebenen ineinander verlagern und miteinander in Beziehung treten.

## Form
Das Haus fällt auf den ersten Blick durch seine typographischen Besonderheiten auf. Für die verschiedenen Erzählstimmen werden verschiedene Schrifttypen verwendet und in Teilen des Romans wird das gesamte Layout aufgebrochen: Auf einzelnen Seiten finden sich nur wenige Wörter, die wie in der konkreten Poesie den Inhalt abbilden – auf anderen Seiten kippt der Text; er ist gespiegelt, steht auf dem Kopf, läuft quer, bildet Tempo, Raum oder die Akustik nach oder er zieht sich wie durch einen Korridor über die Seiten hinweg usw. Das Schriftbild bildet so auch die Stilmittel des Films nach.
Das Wort „Haus“ ist immer blau gedruckt, auch wenn es in anderen Sprachen erscheint. In der englischsprachigen vierfarbigen Ausgabe erscheinen sämtliche durchstrichenen Passagen, die vorwiegend vom Minotauros handeln, in roter Farbe; außerdem gibt es zwei Textstellen in Purpur. Diese Besonderheit wurde in der deutschen Fassung nicht aufgegriffen.
Zahlreiche Fußnoten stellen einen Bezug zu realen wie fiktiven Quellen her und vernetzen den Roman in einem Bedeutungskontext, der weit über das hinausreicht, was im Buch geschieht: Wer jeder dieser Fußnoten folgt, verirrt sich im Labyrinth der Verweise. So ist die Form des Buches ein strukturelles Abbild der Handlung.

## Handlung
Will Navidson, Dokumentarfotograf und Pulitzer-Preis-Träger, zieht sich, um der Entfremdung von seiner Lebenspartnerin entgegenzuwirken, mit seiner Familie in ein Haus in stiller Umgebung zurück und beabsichtigt, diesen Neuanfang in einem Dokumentarfilm festzuhalten. Der Frieden wird bald gestört, denn im Haus erscheint wie aus dem Nichts eine Kammer, die zuvor nicht dort gewesen ist. Innen ist das Haus – wenn auch nur um Millimeter – größer als außen, und an der Außenwand öffnet sich bald ein Korridor, der vom Garten aus gesehen nicht existiert, von innen aber in ein lichtloses eiskaltes Labyrinth unermesslicher Ausdehnung und mit sich immer wieder verschiebenden Räumen führt. Das Verhältnis zwischen Navidson und seiner Gefährtin sowie die gefährlichen Erkundungen der Hallen und Gänge mit Hilfe von vier weiteren, expeditionserfahrenen Abenteurern ist Gegenstand des Navidson Record – der Kernerzählung des Romans. Gleichzeitig wird eine lang zurückliegende Schuld Navidsons enträtselt, die auf seine Tage als Kriegsfotograf zurückgeht.
Die zweite Stimme ist die des Zampanò (Schrifttyp Times), eines alten Blinden mit im Dunkeln liegender Vergangenheit. Zampanò hat den Navidson Record untersucht und analysiert und darüber eine belesene Abhandlung teilweise auf Zetteln und zerfetzten Bruchstücken in einer Truhe hinterlassen, verfasst in einer sachlichen Sprache, die sich an wissenschaftlichen Stil anlehnt. Er selbst ist auf rätselhafte Weise ums Leben gekommen, von etwas Unheimlichem heimgesucht. Aus seinen Aufzeichnungen erfährt der Leser etwas über die Bedeutung des Phänomens Labyrinth, er unternimmt mit ihm einen Ausflug bis in die tiefsten Schichten der Architekturgeschichte, ja sogar der geologischen Zeitgeschichte, mit Hunderten von Beispielen, die in die Literatur, Bildende Kunst, Fotografie, Philosophie und Psychologie weisen.
Die Truhe gerät in die Hände des jungen Johnny Truant (Schrifttyp Courier), eines „Herumtreibers“, der sein Geld in einem Tätowier-Studio verdient und die Zeit mit Sex und Drogenkonsum herumbringt. Die Hinterlassenschaft des alten Mannes, die er für die Publikation in Ordnung bringt, übt eine zerstörerische Wirkung auf ihn aus und zieht ihn zunehmend in Verwahrlosung, Vereinsamung und Desorientierung hinein. Er sieht sich gewaltsamen und klaustrophoben Visionen ausgesetzt, die dazu führen, dass er sich auf die Suche nach seinen eigenen Wurzeln und zugleich nach den Anfängen des sonderbaren Hauses macht. In diesem Prozess enthüllt sich die Geschichte eines mehrfachen Missbrauchs in Johnnys Kindheit und Jugend. Johnnys Sprache ist der Slang, aber trotz seiner mangelnden Bildung fühlt er sich in die elaborierte Ausdrucksweise des Alten hinein und in seinen finstersten Momenten erhöht er seine eigenen Worte in die Sprache der Dichtkunst. Formal löst Danielewski das Nebeneinander der Stimmen, indem Johnny seine eigene Erzählung in den Fußnoten mitlaufen lässt.
Auf einer weiteren Ebene gibt es die Stimme des Herausgebers – wieder mit einer eigenen Schrifttype markiert. Ihm kommt die Aufgabe zu, Unklarheiten zu kommentieren und Informationen zu vervollständigen.
Im Anhang des Buches folgt Ergänzungsmaterial, mit den sogenannten Pelikan-Gedichten sowie weiterer Lyrik, außerdem Collagen, Textfragmente, Zeichnungen, Fotos, „Beweismaterial“ usw. Einen besonderen Raum nehmen die Briefe von Johnnys Mutter Pelafina (Schrifttyp Dante) ein, die sie ihm aus dem Irrenhaus geschrieben hat. Sie bilden eine weitere, externe Erzählebene in dem Romankomplex. In dem Briefkonvolut gibt es einen Nachruf auf Johnnys Vater, einen leidenschaftlichen Flieger, der bei einem Lastwagen-Unfall ums Leben gekommen war.

## Bedeutungen des Labyrinths
Das Labyrinth reißt in den Lebensraum der Protagonisten einen irrationalen Abgrund, der zur Bedrohung aller wird. In ihm hat alles, was Unbegreiflichkeit, Schrecken und den Verlust der Existenz ausmacht, Gestalt angenommen. Dem gegenüber steht der Versuch, dieser Erscheinung einen Sinn abzuringen. Die Abhandlung Zampanòs mit seinen über 400 Fußnoten bietet zahlreiche Interpretationsmöglichkeiten an, die die Arbeit von literaturwissenschaftlicher Analyse an dem Buch Das Haus – House of Leaves vorwegnehmen.
Das Labyrinth ist zunächst lediglich Selbstzweck, nämlich unheimliches und sehr effektvolles Setting für eine intelligente Horrorgeschichte. Es wird aber schnell klar, dass das Labyrinth mit seiner ausufernden Komplexität und Gefahr in unmittelbarer Beziehung zu seinen Besuchern (besonders Will Navidson) steht und sich durch die verschiedenen Textschichten hindurch auf die Figur des Johnny und sogar auf dessen Mutter Pelafina auswirkt.
Navidson hat einen Einfluss auf die Dimensionen des Labyrinths: Scheint es zunächst bodenlos zu sein, erreicht er bei einer anderen Erkundung den Grund schon nach wenigen Metern, denn er hat gelernt, dass es tatsächlich einen Boden gibt. So kann das Labyrinth als ein Spiegel seiner Psyche gelesen werden, allerdings ein leerer Spiegel, denn in dem Labyrinth befindet sich Nichts, und alles, was darin hinterlassen wird – einschließlich Knöpfe, Angelschnur und Körper –, löst sich ebenfalls in Nichts auf. In diesem Sinne stellt das Labyrinth auch den Wahnsinn Pelafinas dar, wie auch ihre Briefe typographisch dem Navidson Record ähneln: Die Schrift kippt, fällt, überlagert sich, ist voller Wiederholungen (Echos).
Eine weitere Bedeutung liegt im Mythologischen. Zampanò geht in einer (gestrichenen) Textpassage auf den Mythos des Minotauros ein, den er als verstoßenen, weil missgebildeten und dann im Labyrinth versteckten Sohn deutet; für ihn steht er als „Tropus für Unterdrückung und/oder Verdrängung“. Der Minotauros des Buches spielt vor allem für Johnnys Visionen eine besondere Rolle. Darüber hinaus gibt es zahllose Anspielungen an andere mythisch-religiöse Motive: Dädalus und Ikarus, Ödipus, Orpheus in der Unterwelt, christliche und alttestamentliche Symbolik usw.
Die letzte Seite des Buches verweist auf Yggdrasil („Ross des Schrecklichen“), die Weltenesche der nordischen Überlieferung, die in diesem kurzen Text wie eine Spiegelung des nach oben hin nicht definierten Labyrinths steht. Hier wird das Schicksalhafte des Labyrinths mit seiner Verwurzelung in Zeit und Raum deutlich. Der Sage nach hing Odin („Der Schreckliche“) neun Tage in der Weltenesche, um Weisheit zu gewinnen und gab sein Auge als Pfand. Ebenso stellt sich Navidson dem Labyrinth und verliert ein Auge. Blätter (leaves) können leicht als die einzelnen Seiten eines Buches verstanden werden, so dass eine direkte Verbindung zwischen Baum, Labyrinth und Buch besteht.
Die fortschreitende Verästelung des Labyrinths und die Hypertextstruktur des Werks legen die Möglichkeit nahe, dass Das Haus – House of Leaves als offenes Konzept angelegt ist, ein work in progress, ein stetig wachsender Zettelkasten ohne tatsächlichen Abschluss.

## Unzuverlässige Erzähler
Die Fußnoten des Buches helfen bei der Deutung des Labyrinths, aber sie führen den Leser oft auch in die Irre. Viele der Belege dienen als gescheiter Kommentar der Erzählung und ermöglichen reiches Schöpfen bei Schriftstellern wie Dante, Milton, Rilke, Proust, Ovid, Jorge Luis Borges und Theoretikern wie Freud, Heidegger, Derrida, Bloom und Douglas R. Hofstadter sowie zahlreichen weiteren Autoren; aber ein Großteil der Quellen ist in Wirklichkeit erfunden. Vor allem die Erzähler selbst sind unzuverlässig.
Dem Blinden gelingt es, eine detaillierte Abhandlung zu verfassen, die nicht nur exakte Textkenntnis erfordert, sondern die genaue Sichtung von umfangreichem Bildmaterial, und er interpretiert die Mimik der Familienmitglieder und Forscher, die in den Videos ja nur zu sehen sind. Tatsächlich berichtet Johnny, dass er nie eine Kopie des Films hat finden können und dass diejenigen, die sich über den Film geäußert haben sollen, weder diesen noch Navidson noch Zampanò kennen. Den Pulitzer-Preisträger Navidson gibt es nicht, dafür aber das Foto, für das Navidson den Preis erhalten haben soll: es handelt sich – scheinbar – um eine in unserer Realität existente Aufnahme des Fotografen Kevin Carter, der dafür auch wirklich den Pulitzer-Preis erhielt.
Auch die Figur Johnny ist implizit verschwommen. Explizit ist er ein Geschichtenerzähler, der hin und wieder ausdrücklich darauf hinweist (womöglich aber nur behauptet), gelogen zu haben. Seine Fähigkeit zu gründlicher Ordnung und Dokumentation des Zampanò-Materials ist wegen seiner scheinbaren Unbedarftheit, seines Drogenkonsums und seiner gesteigerten Paranoia nicht nachvollziehbar. Trotzdem gibt es Indizien dafür, dass er rudimentäre Lateinkenntnisse besitzt, und seine Schilderungen sind von starker poetischer Dichte. Die Art seiner Visionen und die Brüche in seiner Biographie sind zeitlich nicht immer einzuordnen: was ihm selbst oder anderen widerfahren ist, bleibt unscharf. Es scheint, als ob aus der Struktur des Buches heraus ein Kampf um seine Existenz stattfindet. Auf seinen Reisen auf der Suche nach dem Haus durch Orte, die bedeutsam für die US-amerikanische Geschichte sind, begegnet er in einer seltsamen Schleife sogar dem Buch, Das Haus, das er noch nicht fertiggestellt hat, um es den Herausgebern in die Hand zu geben.
Pelafinas Figur bleibt fast völlig im Dunklen. Ihre Briefe richten sich an den geliebten und vereinnahmten Sohn und lassen nach und nach etwas von einer Familientragödie in Johnnys Kindheit ahnen. Ihr Wesen ist wechselhaft – gleichermaßen liebend und gewalttätig. Der Stil ihrer Briefe ist auf altmodische Weise gebildet und kunstvoll, aber auch wahnbehaftet und enthält zahlreiche mythologische Anspielungen. In ihren Briefen schimmern Motive und Redewendungen auf, die sowohl in Zampanós Erzählung als auch in Johnnys Bericht wörtlich wiederzufinden oder unwesentlich anders formuliert sind. Dadurch entsteht eine nicht lösbare Kette von Ursachen und Wirkungen, von Einfluss und Wiederholung, und es stellt sich die Frage nach der eigentlichen Urheberschaft der verschiedenen Textebenen.

## Dechiffrierung
Verborgene Bedeutungen, Codes und Signale bilden eines der wichtigen Themen in Das Haus. Johnnys Visionen sind begleitet von dem Gefühl, dass ihnen eine unterschwellige Botschaft innewohnt. Und Pelafina liefert in einigen ihrer Briefe die Schlüssel für die Entzifferung weiterer Textstellen selbst mit. Das Buch fordert auf diese Weise auf, nach weiteren Zeichen zu suchen.
Tatsächlich ist es durchsetzt von Codes, die entweder informative, strukturelle oder nicht zuletzt spielerische Funktion haben. So lässt sich in Pelafinas Brief vom 5. April 1986 in einem Akrostichon die Phrase „mein lieber zampano wen hast du verloren“ finden, so dass klar wird, dass eine Verbindung zwischen beiden Figuren besteht, die sonst nirgendwo explizit herauszulesen ist. Daraus ergibt sich die Frage nach der Identität und der Beziehung dieser Figuren untereinander. In Kapitel VIII wird das SOS-Signal geklopft, das der Filmschnitt des Navidson Record (langsame und schnelle Sequenzen) aufgreift, und gleichzeitig wird Johnnys Subtext durch Morse-Zäsuren unterteilt. Fußnote 75 des Kapitel V reiht über mehrere Seiten hinweg Fotografen auf, und aus den Anfangsbuchstaben der Nachnamen ergeben sich zuerst sinnlose Buchstabenreihen, in der weiteren Folge dann sinnvolle Wörter und Satzteile, deren Bedeutung aber zu weiteren Unklarheiten führt.
Vor dieses Problem sieht man sich gestellt, wenn man Teile des Buches verstehen will. Es gibt auf den Erzählebenen unterschiedliche Grade von Dunkelheit. Der Navidson-Record ist eine im Großen und Ganzen lineare Geschichte, der leicht zu folgen ist, wenn man akzeptiert, dass im Innern des Hauses Naturgesetze außer Kraft gesetzt sind. Doch auch auf dieser Ebene gibt es schon Verzerrungen. Johnnys Berichte dagegen sind nicht nur widersprüchlich, sondern ohne Deutung in großen Teilen wirr und ungenau. Die Figuren Pelafina und vor allem Zampanò sind nur aus dem Textkontext verständlich, nicht als lineare Erzählung. Weitgehend rätselhaft und nur in Bruchstücken wirklich nachzuvollziehen sind die nachgelassenen Gedichte in den Appendices.
Entsprechend sind im Roman unterschiedliche Schlüssel für die Bildung von Bedeutung angelegt. Ein Ansatz für die Interpretation ist es, Analogien durch Vergleich von Motiven und Formulierungen herzustellen (zum Beispiel mit Hilfe des umfangreichen Index), ein anderer, den Fußnoten und anderen Verweisen nachzugehen. Diese treten in unterschiedlicher Form auf: 1. Sie werden im Buch ausdrücklich diskutiert, 2. sie werden in den Fußnoten genannt, 3. sie erscheinen als unausgewiesene Zitate oder Paraphrasen. Bei dieser Form der Recherche stößt man allerdings an die Grenzen verbindlicher Aussagen, da die Bedeutung von außen angehängt und nur an einzelnen prägnanten Punkten im Roman fixiert ist, also nicht hermetisch von innen dechiffriert werden kann; es sind Verweise, die erst in den Falten eines externen Kontexts erkennbar sind. So kann man vermuten, dass Zampanò in der Fremdenlegion diente und Grausamstes erlebte, wenn man weiß, dass die Geliebten Zampanòs den Namen der Vorposten der befestigten Stellung Điện Biên Phủ tragen, um die Franzosen und Vietnamesen 1954 die entscheidende Schlacht schlugen, die mit dem Abzug der Franzosen aus Indochina endete.
Ein deutlicher Bezugsrahmen ist der postmoderne Diskurs. Viele Motive, die in diesem Zweig der Literaturwissenschaft behandelt werden (die Frage literarischer Vorläufer, Vater-Sohn-Konflikt, Raum-Zeit-Kontinuum, die Auflösung des Ichs, das Ende des Autors, Authentizität, Grenzen der Erkenntnis, rekursive Strukturen) werden in Das Haus in Erzählung umgewandelt – und in diesem Sinne ist Das Haus ein klassischer Metaroman.

## Andere Medien
Der WDR sendete am 10. Dezember 2009 eine Hörspiel-Adaption (Bearbeitung: Thomas Böhm), die verschiedene Themen des Buchs aufgreift und in einem Experiment die Komplexität des Buchs nachzubilden versucht. Die Sender Eins Live, WDR 3 und WDR 5 strahlten gleichzeitig verschiedene Versionen des Hörspiels aus, zwischen denen man umschalten konnte, um so an weitere Informationen und Zusammenhänge innerhalb der Geschichte zu gelangen.
Drei Teams mit unterschiedlichen Regisseuren und Komponisten, Martin Zylka und Andreas Bick, Jörg Schlüter und Thom Kubli, sowie Claudia Johanna Leist und Rainer Quade, gaben jeder der drei Ebenen ihre eigene inszenatorische Handschrift. Der Sender nannten es „das erste 3D-Hörspiel“.
Bei Der Audio Verlag ist die WDR-Produktion 2010 als DVD erschienen, die dem Hörer ermöglicht, die drei Erzählebenen durch den Wechsel der Kanäle in unendlich vielen Zusammenstellungen zu hören. Hörspiel mit Roberto Ciulli, Anna Thalbach, Wolfram Koch, Christian Redl u. v. a. Das Hörspiel hat den Deutschen Hörbuchpreis 2011 in der Kategorie Das besondere Hörbuch/Beste Bearbeitung gewonnen.